# Aratóhangya-rokonúak

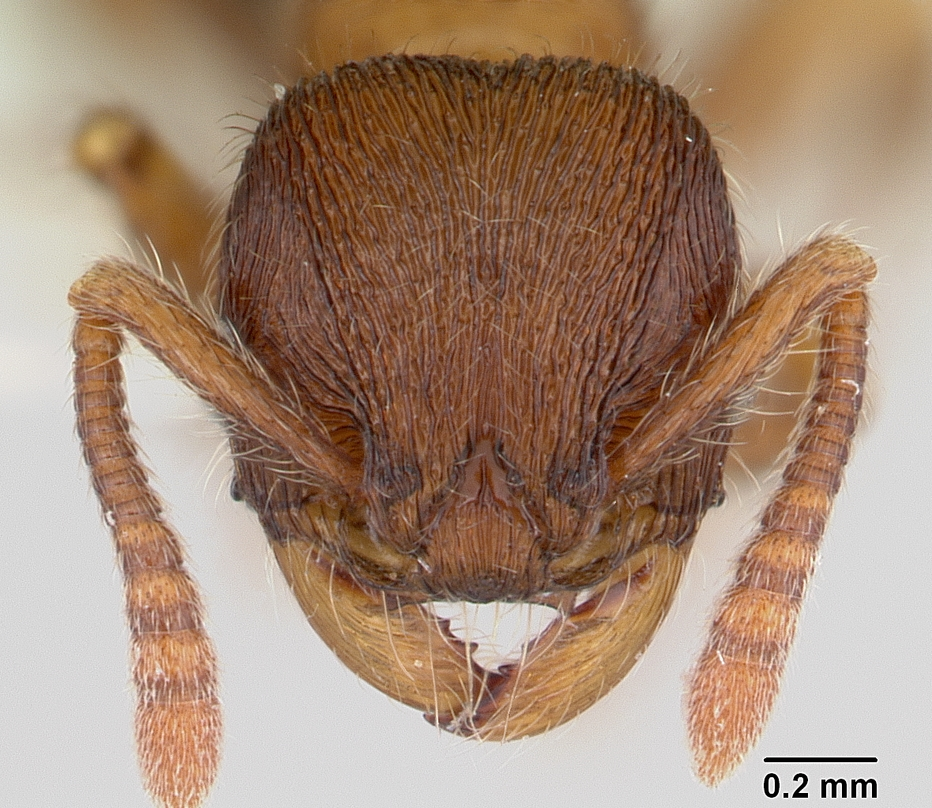
Hylomyrma reitteri feje elölnézetben

Az  aratóhangya-rokonúak (Pogonomyrmecini) a hártyásszárnyúak (Hymenoptera) rendjében a fullánkosdarázs-alkatúak (Apocrita) alrendjébe sorolt hangyák (Formicidae) között a bütyköshangyaformák (Myrmicinae) alcsalád egyik, a molekuláris genetikai vizsgálatok alapján elkülönített nemzetsége három recens nemmel.
Négy, hagyományosan ide sorolt nemet:

## Származásuk, elterjedésük
A nemzetségnek Magyarországon egy faja sem honos.

## A Magyarországon ismertebb fajok
- keleti aratóhangya (Pogonomyrmex badius)
- harcias aratóhangya (Pogonomyrmex barbatus)
- kaliforniai aratóhangya (Pogonomyrmex californicus)
- ráncos aratóhangya (Pogonomyrmex rugosus)